# エレン・ポンピオ
エレン・キャスリーン・ポンピオ（Ellen Kathleen Pompeo、1969年11月10日- ）は、アメリカ合衆国の女優。
エレン・ポンペオと表記されていたこともある。

## 来歴

### 生い立ち
マサチューセッツ州エヴェレットにて、アイルランド系及びイタリア系の両親のもとに生まれる。6人兄姉の末っ子。4歳の時に母親が亡くなり、その後父親は再婚。
1996年にアッパー・ウエスト・サイドでバーテンをしていた時にエージェントからCM出演をオファーされ、シティバンクやロレアルのCMに出演。その後、テレビや映画の端役としても出演するようになった。
2001年にロサンゼルスに移り、『ムーンライト・マイル』や『デアデビル』に出演。
2005年放送開始のABC局のテレビシリーズ『グレイズ・アナトミー 恋の解剖学』で主人公のメレディス・グレイ役を演じ、ブレイクした。2007年にはゴールデングローブ賞にノミネートされた。
2015年5月には歌手テイラー・スウィフトのミュージックビデオ「Bad Blood」に Luna（ルナ）役で出演している。

### 私生活
2007年に音楽プロデューサーのクリス・アイヴェリーと結婚。2009年9月15日女児出産。

## 主な出演作品

### 映画
| 公開年 | 邦題 原題                                              | 役名                 | 備考 |
| ------ | ------------------------------------------------------ | -------------------- | ---- |
| 2002   | ムーンライト・マイル Moonlight Mile                    | バーティー・ノックス |      |
| 2002   | キャッチ・ミー・イフ・ユー・キャン Catch Me If You Can | マーシ               |      |
| 2003   | デアデビル Daredevil                                   | カレン・ペイジ       |      |
| 2003   | アダルト♂スクール Old School                           | ニコール             |      |
| 2004   | 策謀のシナリオ Art Heist                               | サンドラ・ウォーカー |      |

### テレビシリーズ
| 放映年    | 邦題 原題                                      | 役名                                    | 備考                                                        |
| --------- | ---------------------------------------------- | --------------------------------------- | ----------------------------------------------------------- |
| 2004      | フレンズ Friends                               | ミッシー・ゴールドバーグ                | 第10シーズン第11話（229話）『ゴージャスすぎるストリッパー』 |
| 1996,2000 | ロー&オーダー Law & Order                      | ジェーン・ウェバー ローラ・ケンドリック | 第15話『恋の代償』                                          |
| 2000      | ゲット・リアル Get Real                        | ニナ                                    | 1エピソード                                                 |
| 2005-2022 | グレイズ・アナトミー 恋の解剖学 Grey's Anatomy | メレディス・グレイ                      | 主演で196エピソードに出演                                   |

### ミュージック・ビデオ
| 年   | 曲        | アーティスト         | 役名 | 備考  |
| ---- | --------- | -------------------- | ---- | ----- |
| 2015 | Bad Blood | テイラー・スウィフト | ルナ | [ 3 ] |

## 参照
1. ↑  “Obituaries 09-13-2012 | Charlestown Patriot-Bridge”.   Charlestownbridge.com (2012年9月13日). 2013年4月11日閲覧。
2. ↑  “Descendants of Mary Coffey and Dennis O'Keefe:Information about Ellen Pompeo”.   Familytreemaker.genealogy.com (1969年11月10日). 2013年4月11日閲覧。
3. 1 2  “テイラー・スウィフト、「バッド・ブラッド」MVに飼い猫の“人間バージョン”を起用！？”.   TVグルーヴ. 2015年7月18日閲覧。
4. ↑  “「グレイズ・アナトミー」のメレディスが結婚！式後はNBA観賞に直行！”. シネマトゥデイ. (2007年11月15日) 2013年5月25日閲覧。
5. ↑  "Ellen Pompeo Quietly Weds in New York" People, November 14, 2007
6. ↑  "Exclusive: Ellen Pompeo Welcomes a Baby Girl!" US Magazine, September 23, 2009
7. ↑  “「グレイズ・アナトミー」のエレン・ポンピオに女児誕生”. シネマトゥデイ. (2009年9月24日) 2013年5月25日閲覧。